# Пальчик (Минская область)
Пальчик (бел. Пальчык) — деревня в Червенском районе Минской области. Входит в состав Червенского сельсовета. До 30 октября 2009 г. входила в состав Гребенецкого сельсовета.

## Географическое положение
Находится примерно в 9 км к югу от райцентра, в 68 км от Минска в 20 км от железнодорожной станции Пуховичи.

## История
Населённый пункт известен с XVIII века. В то время он входил в состав Минского воеводства ВКЛ. После второго раздела Речи Посполитой — в составе Российской империи. С 1793 года деревня вошла в состав имения Пуховичи, принадлежавшего Сулистровскому. На 1800 год деревня в составе Игуменского уезда Минской губернии, где было 10 дворов, жил 71 человек. В середине XIX века деревня была собственностью казны. На 1870 год в составе Клинокской волости, здесь насчитывалось 56 душ мужского пола. Согласно переписи населения 1897 г. селиба, здесь было 36 дворов, проживали 216 человек, функционировал хлебозапасный магазин. Рядом располагалось урочище Подпальчик, где насчитывалось 3 двора и 27 жителей. На 1908 год деревня, где насчитывалось 44 двора, жили 208 человек. В 1914 году в Пальчике открыто земское народное училище. На 1917 год деревня, включавшая 43 двора и 258 жителей. С февраля по декабрь 1918 года деревня была оккупирована немецкими войсками, с августа 1919 по июль 1920 — польскими. После установления советской власти в 1917 году на базе училища была открыта рабочая школа 1-й ступени, где на 1922 год насчитывалось 35 учеников, была библиотека. 20 августа 1924 года деревня вошла в состав вновь образованного Гребенецкого сельсовета Червенского района (с 20 февраля 1938 — Минской области. Согласно Переписи населения СССР 1926 года в деревне насчитывалось 48 дворов, проживали 203 человека, в деревне Подпальчик было 36 хозяйств и 34 жителя. В 1930 году в Пальчике организован колхоз «Спартак», на 1932 год туда входили 32 крестьянских хозяйства. Во времена Великой Отечественной войны деревня оккупирована немцами в начале июля 1941 года. В лесах в районе Пальчика действовали партизанские бригады «Красный флаг», 1-я Минская и бригада имени газеты «Правда». На фронтах погибли 20 жителей деревни. Освобождена в начале июля 1944 года. На 1960 год население Пальчика составило 172 человека. В 1980-е годы деревня относилась к колхозу «Большевик». На 1997 год здесь насчитывалось 24 жилых дома, жили 49 человек. 30 октября 2009 года в связи с упразднением Гребенецкого сельсовета передана в Червенский сельсовет. На 2013 год 16 жилых домов, 38 жителей.

## Население
- 1800 — 10 дворов, 71 житель
- 1870 — 56 мужчин
- 1897 — 36 дворов, 216 жителей + 3 двора, 27 жителей
- 1908 — 44 двора, 208 жителей
- 1917 — 43 двора, 258 жителей
- 1926 — 48 дворов, 203 жителя + 36 дворов, 34 жителя
- 1960 — 172 жителя
- 1997 — 24 двора, 49 жителей
- 2013 — 16 дворов, 38 жителей